# Kreisiraadio

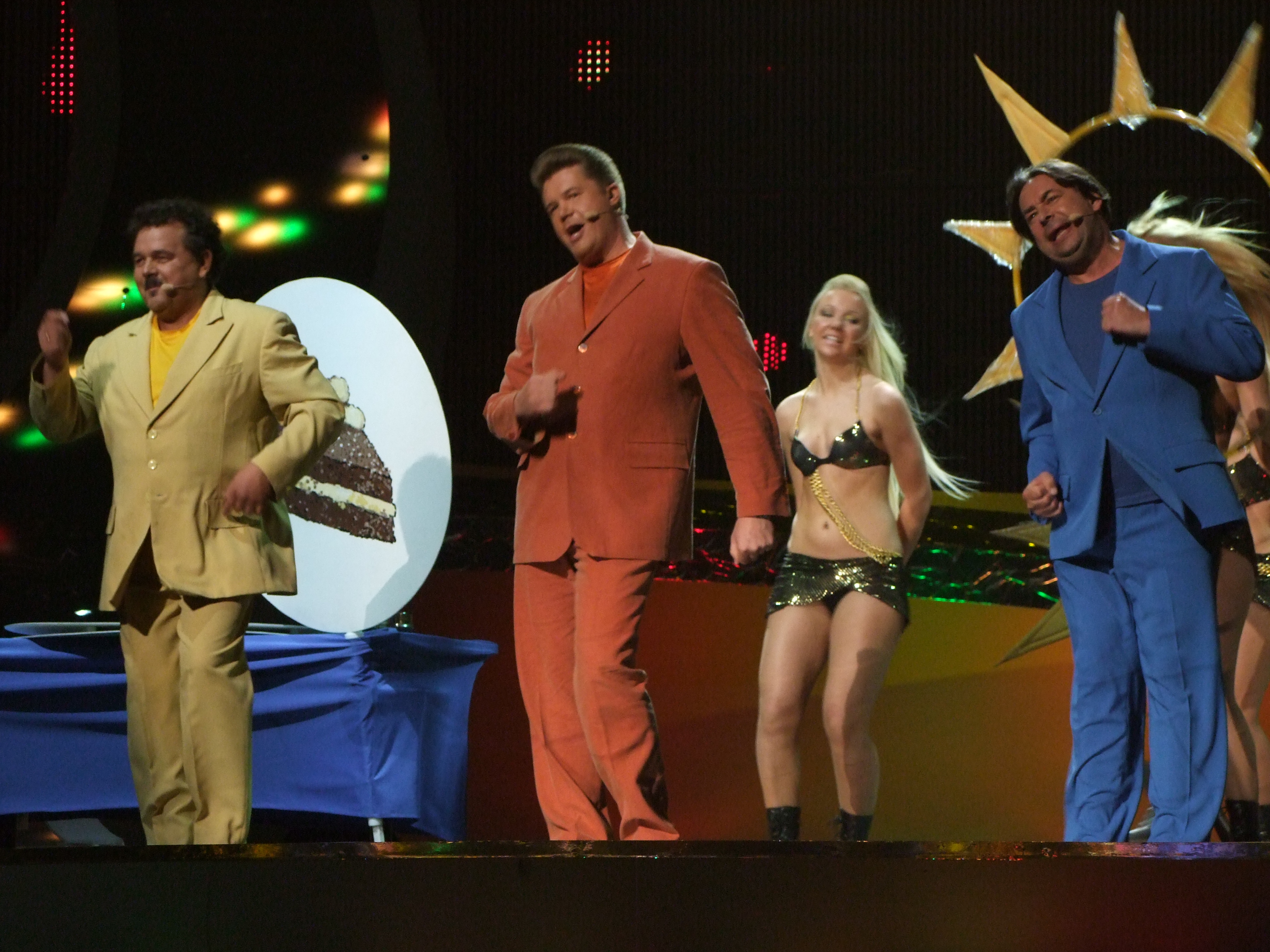
Kreisiraadio vid Eurovision Song Contest 2008.

Kreisiraadio är en komikergrupp från Estland bestående av Hannes Võrno, Peeter Oja och Tarmo Leinatamm och har sedan 1993 sysslat med radio- och TV-shower. 
Gruppen representerade sitt land i Eurovision Song Contest 2008 i Belgrad, Serbien med bidraget Leto Svet. Bidraget, som framfördes på serbokratiska, tyska och finska, vann stort i den nationella uttagningen. Däremot kom de näst sist i den första semifinalen i Eurovision Song Contest.